# Ryjówka
Ryjówka (Sorex) – rodzaj owadożernych ssaków z podrodziny ryjówek (Soricinae) w obrębie rodziny ryjówkowatych (Soricidae).

## Rozmieszczenie geograficzne
Rodzaj obejmuje gatunki występujące w Ameryce Północnej i Eurazji.

## Charakterystyka
Długość ciała (bez ogona) 30–101 mm, długość ogona 17–80 mm, długość ucha 5–17 mm, długość tylnej stopy 5,5–23 mm; masa ciała 1,4–21,5 g. Charakteryzują się wydłużonym pyskiem, małymi, często niewidocznymi uszami, długim ogonem oraz obecnością gruczołów zapachowych. Żywią się głównie owadami. Posiada 32 zęby o zabarwieniu od słomkowożółtego do brunatnoczarnego. U niektórych gatunków stwierdzono wykorzystywanie ultradźwięków do echolokacji. Wzór zębowy: I {\displaystyle {\tfrac {3}{2}}} C {\displaystyle {\tfrac {1}{0}}} P {\displaystyle {\tfrac {3}{1}}} M {\displaystyle {\tfrac {3}{3}}} = 32.

## Systematyka
Rodzaj zdefiniował w 1758 roku szwedzki przyrodnik Karol Linneusz w 10. edycji Systema Naturae, książki swojego autorstwa poświęconej systematyki minerałów, roślin i zwierząt. Linneusz wymienił trzy gatunki – Sorex araneus Linnaeus, 1758, Sorex cristatus Linnaeus, 1758 i Sorex aquaticus Linnaeus, 1758 – z których gatunkiem typowym jest (Linneuszowska tautonimia) Sorex araneus Linnaeus, 1758.

### Etymologia
- Sorex: łac. sorex, soricis ‘ryjówka’, od gr. ὑραξ hurax, ὑρακος hurakos ‘ryjówka’[27].
- Musaraneus: łac. mus, muris ‘mysz’, od gr. μυς mus, μυος muos ‘mysz’; aranea ‘pająk’[28]. Gatunek typowy: Brisson wymienił trzy gatunki – Musaraneus Brisson, 1762 (= Sorex araneus Linnaeus, 1758), Sorex aquaticus Linnaeus, 1758 i Musaraneus brasiliensis Brisson, 1762 (= Sorex americanus P.L.S. Müller, 1776) – z których gatunkiem typowym jest (późniejsze oznaczenie) Musaraneus Brisson, 1762 (= Sorex araneus Linnaeus, 1758).
- Oxyrhin: gr. οξυς oxus ‘ostry, spiczasty’; ῥις rhis, ῥινος rhinos ‘nos’[29]. Gatunek typowy: Kaup wymienił dwa gatunki – Sorex constrictus Hermann, 1780 (= Sorex russulus Hermann, 1780) i Sorex tetragonurus Hermann, 1780 (= Sorex araneus Linnaeus, 1758) – z których gatunkiem typowym jest (późniejsze oznaczenie) Sorex tetragonurus Hermann, 1780 (= Sorex araneus Linnaeus, 1758).
- Amphisorex: gr. αμφι amphi ‘po obu stronach, przy, blisko’; rodzaj Serox Linnaeus, 1758[30]. Gatunek typowy (oznaczenie monotypowe): Sorex hermanni Duvernoy, 1834 (= Sorex araneus Linnaeus, 1758).
- Corsira: etymologia niejasna, Gray nie wyjaśnił pochodzenia nazwy rodzajowej, możliwe że anagram ang. corsair ‘pirat, korsarz[31]. Gatunek typowy: Gray wymienił trzy gatunki – Sorex talpoides Gapper, 1830 (= Sorex brevicaudus Say, 1823), Sorex forsteri J. Richardson, 1828 (= Sorex arcticus cinereus Kerr, 1792) i Sorex vulgaris Nilsson, 1847 (= Sorex araneus Linnaeus, 1758) – z których typem nomenklatorycznym jest Sorex vulgaris Nilsson, 1847 (= Sorex araneus Linnaeus, 1758).
- Otisorex (Otiosorex): gr. ους ous, ωτος ōtos ‘ucho’; rodzaj Sorex Linnaeus, 1758[32]. Gatunek typowy: De Kay wymienił dwa gatunki – Otisorex platyrhinus De Kay, 1842 (= Sorex cinereus Kerr, 1792) i Sorex longirostris Bachman, 1837 – z których gatunkiem typowym jest (późniejsze oznaczenie) Otisorex platyrhinus De Kay, 1842 (= Sorex cinereus Kerr, 1792).
- Hydrogale: gr. ὑδρο- hudro- ‘wodny’, od ὑδωρ hudōr, ὑδατος hudatos ‘woda’; γαλεη galeē lub γαλη galē ‘łasica’[33]. Gatunek typowy (oznaczenie monotypowe): Sorex fimbripes Bachman, 1837 (= Sorex cinereus Kerr, 1792).
- Neosorex: gr. νεω neo ‘pływać’ (por. gr. νεος neos ‘nowy’); rodzaj Sorex Linnaeus, 1758[34]. Gatunek typowy (oznaczenie monotypowe): Neosorex navigator S.F. Baird, 1858.
- Microsorex: gr. μικρος mikros ‘mały’; rodzaj Sorex Linnaeus, 1758[35]. Gatunek typowy (oryginalne oznaczenie): Sorex hoyi S.F. Baird, 1857.
- Atophyrax: gr. ατοπος atopos ‘nietypowy, anormalny’; ὑραξ hurax, ὑρακος ‘ryjówka’[36]. Gatunek typowy (oznaczenie monotypowe): Atophyrax bendirii Merriam, 1884.
- Homalurus: rg. όμαλός omalos ‘równy, płaski’; ουρα oura ‘ogon’[37]. Gatunek typowy: Schulze wymienił trzy gatunki – Sorex alpinus Schinz, 1837, Sorex vulgaris Nilsson, 1847 (= Sorex araneus Linnaeus, 1758) i Sorex pygmaeus Laxmann, 1769 (= Sorex minutus Linnaeus, 1766 – z których gatunkiem typowym jest (późniejsze oznaczenie) Sorex alpinus Schinz, 1837.
- Soricidus: łac. sorex, soricis „ryjówka”, od gr. ὑραξ hurax, ὑρακος ‘ryjówka’[38]. Gatunek typowy (oryginalne oznaczenie): Soricidus monsvairani Altobello, 1927 (= Sorex samniticus Altobello, 1926).
- Drepanosorex: gr. δρεπανη drepanē ‘sierp’, od δρεπω drepō ‘ciąć, wyrywać’[39]; rodzaj Sorex Linnaeus, 1758. Gatunek typowy (oznaczenie monotypowe): †Sorex (Drepanosorex n. g.?) tasnádii Kretzoi, 1941: (= †Sorex savini Hinton, 1911).
- Eurosorex: łac. euros ‘wschodni’[40]; rodzaj Sorex Linnaeus, 1758. Gatunek typowy (oryginalne oznaczenie): Sorex buchariensis Ognev, 1922.
- Petenyiella: János Salamon Petényi (1799–1855;) węgierski przyrodnik; łac. przyrostek zdrabniający -ella[41]. Gatunek typowy (oryginalne oznaczenie): Sorex gracilis Petényi, 1856 (= Sorex minutus Linnaeus, 1766).
- Asorex: gr. przyrostek negatywny α a[42]; rodzaj Sorex Linnaeus, 1758. Gatunek typowy (oryginalne oznaczenie): Sorex daphaenodon O. Thomas, 1907.
- Ognevia: Siergiej Ogniow (1886–1951), rosyjski zoolog i przyrodnik[19]. Gatunek typowy (oryginalne oznaczenie): Sorex mirabilis Ognev, 1937.
- Dolgovia: W.A. Dołgow, rosyjski biolog[20]. Gatunek typowy (oryginalne oznaczenie): Sorex minutus Linnaeus, 1766.
- Fredgia: Karl Fredga (ur. 1934), szwedzki genetyk[20]. Gatunek typowy (oryginalne oznaczenie): Sorex unguiculatus Dobson, 1890.
- Kratochvilia: Josef Kratochvíl (1909–1992), czeski zoolog[20]. Gatunek typowy (oryginalne oznaczenie): Sorex araneus tomensis natio isodon Turov, 1924
- Yudinia: Borys Stepanowicz Judin (1928–1986), radziecki teriolog[20]. Gatunek typowy (oryginalne oznaczenie): Sorex buchariensis Ognev, 1922.
- Stroganovia: Siergiej Uljanowicz Stroganow (1904–1960), rosyjski teriolog[21]. Gatunek typowy (oznaczenie monotypowe): Sorex daphaenodon O. Thomas, 1907.

### Podział systematyczny
Do rodzaju należą następujące występujące współcześnie gatunki zgrupowane w trzech podrodzajach:

- Sorex Linneaus, 1758
  - Sorex alpinus H.R. Schinz, 1837 – ryjówka górska
  - Sorex mirabilis Ognev, 1937 – ryjówka ussuryjska
  - Sorex excelsus G.M. Allen, 1923 – ryjówka wyżynna
  - Sorex cylindricauda A. Milne-Edwards, 1872 – ryjówka prążkogrzbieta
  - Sorex bedfordiae O. Thomas, 1911 – ryjówka pręgowana
  - Sorex gomphus G.M. Allen, 1923
  - Sorex nepalensis Weigel, 1969
  - Sorex wardi O. Thomas, 1911
  - Sorex raddei Satunin, 1895 – ryjówka skalna
  - Sorex roboratus Hollister, 1913 – ryjówka płaskogłowa
  - Sorex minutissimus E.A.W. von Zimmermann, 1780 – ryjówka najmniejsza
  - Sorex hosonoi Imaizumi, 1954 – ryjówka japońska
  - Sorex gracillimus O. Thomas, 1907 – ryjówka smukła
  - Sorex caecutiens Laxmann, 1788 – ryjówka średnia
  - Sorex shinto O. Thomas, 1905 – ryjówka szinto
  - Sorex isodon Turov, 1924 – ryjówka równozębna
  - Sorex unguiculatus Dobson, 1890 – ryjówka pazurzasta
  - Sorex sinalis O. Thomas, 1912 – ryjówka chińska
  - Sorex araneus Linnaeus, 1758 – ryjówka aksamitna
  - Sorex granarius G.S. Miller, 1910 – ryjówka iberyjska
  - Sorex antinorii Bonaparte, 1840 – ryjówka alpejska
  - Sorex coronatus Millet, 1828 – ryjówka zwieńczona
  - Sorex satunini Ognev, 1922 – ryjówka kaukaska
  - Sorex daphaenodon O. Thomas, 1907 – ryjówka syberyjska
  - Sorex cansulus O. Thomas, 1912 – ryjówka pustelnicza
  - Sorex tundrensis C.H. Merriam, 1900 – ryjówka tundrowa
  - Sorex asper O. Thomas, 1914 – ryjówka tienszańska
  - Sorex samniticus Altobello, 1926 – ryjówka apenińska
  - Sorex arcticus Kerr, 1792 – ryjówka arktyczna
  - Sorex maritimensis R.W. Smith, 1939 – ryjówka nadmorska
  - Sorex minutus Linnaeus, 1766 – ryjówka malutka
  - Sorex volnuchini Ognev, 1922 – ryjówka drobna
  - Sorex buchariensis Ognev, 1922 – ryjówka bucharska
  - Sorex thibetanus Kastschenko, 1905 – ryjówka tybetańska
  - Sorex kozlovi Stroganov, 1952 – ryjówka skryta
  - Sorex planiceps G.S. Miller, 1911 – ryjówka kaszmirska
- Incertae sedis
  - Sorex trowbridgii S.F. Baird, 1857 – ryjówka daglezjowa
  - Sorex arizonae Diersing & Hoffmeister, 1977 – ryjówka arizońska
  - Sorex merriami Dobson, 1890 – ryjówka mahoniowa
  - Sorex altoensis Carraway, 2007
  - Sorex mediopua Carraway, 2007 – ryjówka zachodniomeksykańska
  - Sorex saussurei C.H. Merriam, 1892 – ryjówka polna
  - Sorex mccarthyi Matson & Ordóñez-Garza, 2017
  - Sorex salvini C.H. Merriam, 1897
  - Sorex sclateri C.H. Merriam, 1897 – ryjówka chmurna
  - Sorex stizodon C.H. Merriam, 1895 – ryjówka samotna
  - Sorex chiapensis H.H.T. Jackson, 1925
  - Sorex ibarrai Matson & T.J. McCarthy, 2005
  - Sorex cruzi Andino-Madrid, Mérida Colindres, Pérez-Consuegra & Matson, 2020
  - Sorex macrodon C.H. Merriam, 1895 – ryjówka wielkozębna
  - Sorex madrensis Matson & Ordóñez-Garza, 2017
  - Sorex mutabilis C.H. Merriam, 1898
  - Sorex veraepacis Alston, 1877 – ryjówka gwatemalska
- Otisorex De Kay, 1842
  - Sorex dispar Batchelder, 1911 – ryjówka długoogonowa
  - Sorex fumeus G.S. Miller, 1895 – ryjówka okopcona
  - Sorex tenellus C.H. Merriam, 1895 – ryjówka delikatna
  - Sorex nanus C.H. Merriam, 1895 – ryjówka karłowata
  - Sorex oreopolus C.H. Merriam, 1892 – ryjówka aztecka
  - Sorex orizabae C.H. Merriam, 1895 – ryjówka piergowa
  - Sorex ventralis C.H. Merriam, 1895 – ryjówka kasztanowobrzucha
  - Sorex veraecrucis H.H.T. Jackson, 1925 – ryjówka meksykańska
  - Sorex ixtlanensis Carraway, 2007 – ryjówka kordylierska
  - Sorex rohweri R.L. Rausch, Feagin & V.R. Rausch, 2007 – ryjówka olimpijska
  - Sorex longirostris Bachman, 1837 – ryjówka mokradłowa
  - Sorex cinereus Kerr, 1792 – ryjówka popielata
  - Sorex lyelli C.H. Merriam, 1902 – ryjówka kalifornijska
  - Sorex emarginatus H.H.T. Jackson, 1925 – ryjówka stokowa
  - Sorex milleri H.H.T. Jackson, 1947 – ryjówka ściółkowa
  - Sorex preblei H.H.T. Jackson, 1922 – ryjówka zaroślowa
  - Sorex haydeni S.F. Baird, 1857 – ryjówka preriowa
  - Sorex pribilofensis C.H. Merriam, 1895 – ryjówka reliktowa
  - Sorex ugyunak R.M. Anderson & A.L. Rand, 1945 – ryjówka inuicka
  - Sorex portenkoi Stroganov, 1956 – ryjówka czukocka
  - Sorex jacksoni E.R. Hall & Gilmore, 1932 – ryjówka torfowa
  - Sorex camtschaticus Yudin, 1972 – ryjówka kamczacka
  - Sorex leucogaster Kuroda, 1933 – ryjówka wyspowa
  - Sorex hoyi S.F. Baird, 1857 – ryjówka leśna
  - Sorex eximus Osgood, 1901
  - Sorex vagrans S.F. Baird, 1857 – ryjówka wędrowna
  - Sorex ornatus C.H. Merriam, 1895 – ryjówka zdobna
  - Sorex palustris J. Richardson, 1828 – ryjówka moczarowa
  - Sorex albibarbis (Cope, 1862)
  - Sorex navigator (S.F. Baird, 1858)
  - Sorex bendirii (C.H. Merriam, 1884) – ryjówka bagienna
  - Sorex pacificus Coues, 1877 – ryjówka pacyficzna
  - Sorex sonomae H.H.T. Jackson, 1921 – ryjówka mgielna
  - Sorex obscurus C.H. Merriam, 1895
  - Sorex monticolus C.H. Merriam, 1890 – ryjówka ciemna

Opisano również gatunki wymarłe:

- Sorex austriacus Kormos, 1937[45] (Austria; plejstocen)
- Sorex baikalensis Rzebik-Kowalska, 2007[46] (Rosja; plejstocen)
- Sorex bifidus Rzebik-Kowalska, 2013[47] (Polska; plejstocen)
- Sorex bor Reumer, 1985[48] (Węgry; plejstocen)
- Sorex browni George, 1988[49] (Stany Zjednoczone; plejstocen)
- Sorex casimiri Rzebik-Kowalska, 1991[50] (Polska; pliocen)
- Sorex cudahyensis Hibbard, 1944[51] (Stany Zjednoczone; plejstocen)
- Sorex doronichevi Zaitsev & Baryshnikov, 2002[52] (Rosja; plejstocen)
- Sorex edwardsi Bown, 1980[53] (Stany Zjednoczone; miocen–pliocen)
- Sorex erbajevae Rzebik-Kowalska, 2007[54] (Rosja; plejstocen)
- Sorex ertemteensis Storch, 1995[55] (Chińska Republika Ludowa; miocen)
- Sorex hagermanensis Hibbard & Bjork, 1971[56] (Stany Zjednoczone; pliocen)
- Sorex hundsheimensis Rabeder, 1972[57] (Austria; plejstocen)
- Sorex kansasensis McMullen, 1975[58] (Stany Zjednoczone; plejstocen)
- Sorex lacustris (Hibbard, 1944)[59] (Stany Zjednoczone; plejstocen)
- Sorex leahyi Hibbard, 1956[60] (Stany Zjednoczone; plejstocen)
- Sorex macrognathus Jánossy, 1965[61] (Węgry; plejstocen)
- Sorex margaritodon Kormos, 1930[62] (Rumunia; plejstocen)
- Sorex megapalustris Paulson, 1961[63] (Stany Zjednoczone; plejstocen)
- Sorex meltoni Hibbard & Bjork, 1971[64] (Stany Zjednoczone; pliocen)
- Sorex minutoides Storch, 1995[55] (Chińska Republika Ludowa; miocen)
- Sorex palaeosibiriensis Mezhzherin, 1972[65] (Rosja; plejstocen)
- Sorex perminutus Kretzoi, 1959[66] (Austria; plejstocen)
- Sorex polonicus Rzebik-Kowalska, 1991[67] (Polska; pliocen)
- Sorex postsavini (Horáček & Ložek, 1988)[68] (Niemcy; plejstocen)
- Sorex powersi Hibbard & Bjork, 1971[64] (Stany Zjednoczone; pliocen)
- Sorex praealpinus F. Heller, 1930[69] (Niemcy; plejstocen)
- Sorex praearaneus Kormos, 1934[70] (Węgry; pliocen)
- Sorex praecaecutiens Mezhzherin, 1972[65] (Rosja; plejstocen)
- Sorex pratensis (Hibbard, 1944)[71] (Stany Zjednoczone; plejstocen)
- Sorex pseudoalpinus Rzebik-Kowalska, 1991[72] (Polska; pliocen)
- Sorex reumeri Kotlia, 1995[73] (Indie; plejstocen)
- Sorex rupestris (Zaitsev & Baryshnikov, 2002)[74] (Rosja; plejstocen)
- Sorex runtonensis Hinton, 1911[75] (Wielka Brytania; plejstocen)
- Sorex rexroadensis Hibbard, 1953[76] (Stany Zjednoczone; pliocen)
- Sorex savini Hinton, 1911[77] (Wielka Brytania; plejstocen)
- Sorex sandersi Hibbard, 1956[78] (Stany Zjednoczone; plejstocen)
- Sorex scottensis Jammot, 1972[79] (Stany Zjednoczone; plejstocen)
- Sorex stehlini (Kretzoi, 1943)[80] (Stany Zjednoczone; plejstocen)
- Sorex subaraneus F. Heller, 1958[81] (Niemcy; plejstocen)
- Sorex taylori Hibbard, 1937[82] (Stany Zjednoczone; pliocen)
- Sorex thaleri Jammot, 1989[83] (Francja; plejstocen)
- Sorex yatkolai Bown, 1980[53] (Stany Zjednoczone; miocen–pliocen)